# Phoenicoprocta sieboldi
Phoenicoprocta sieboldi là một loài bướm đêm thuộc phân họ Arctiinae, họ Erebidae.